# Mecynargus
Mecynargus là một chi nhện trong họ Linyphiidae.